# Private Internet Access
Private Internet Access (PIA) — персональный VPN-сервис, который позволяет пользователям подключаться к нескольким местоположениям. В 2018 году бывший генеральный директор Mt.Gox Марк Карпелес (Mark Karpelès) был назначен главным техническим директором материнской компании PIA, London Trust Media. В ноябре 2019 года компания Private Internet Access была приобретена британской компанией Kape Technologies.

## О компании
Генеральным директором Private Internet Access (и её материнской компании, London Trust Media, Inc.) является Тед Ким (Ted Kim). Основателем компании является Эндрю Ли (Andrew Lee). Ли основал компанию PIA, потому что ему нужен был способ предотвратить раскрытие IP-адресов Internet Relay Chat (IRC).
18 ноября 2019 года компания Private Internet Access объявила о слиянии с компанией Kape Technologies, которая управляет тремя конкурирующими VPN-сервисами: CyberGhost, ExpressVPN и ZenMate. Некоторые пользователи возражали против приобретения, так как компания Kape (под своим прежним названием Crossrider) ранее разрабатывала панели инструментов браузера в комплекте с потенциально нежелательными программами.

## История
Компания PIA VPN, основанная в 2010 году, была сформирована под руководством материнской компании London Trust Media и предпринимателя Эндрю Ли. Компания была создана из-за интереса Ли к тому, чтобы сделать конфиденциальность мейнстримом. Во время приобретения Kape Technologies компания PIA попыталась заверить клиентов в том, что конфиденциальность и безопасность остаются главным приоритетом компании. Однако из-за истории Kape Technologies многие пользователи отнеслись к ней с недоверием.
После слияния с Kape Technologies сервис Private Internet Access стал одним из многих программных продуктов для обеспечения конфиденциальности, предлагаемых корпорацией. Помимо PIA, Kape также предлагает CyberGhost, ZenMate, Intego, Webselenese и Restoro. В 2018 году компания изменила своё название с Crossrider на Kape Technologies, чтобы провести ребрендинг и «избежать сильной ассоциации с прошлой деятельностью компании», из-за которой у них были проблемы с их предыдущим имиджем, связанным с манипулированием трафиком. После покупки различных других VPN-сервисов компания Kape Technologies приобрела Private Internet Access, чтобы «агрессивно расширять своё присутствие в Северной Америке».

## Приём
В обзоре TechRadar за 2021 год сервис Private Internet Access получил четыре из пяти звёзд. Согласно обзору, к наиболее заметным особенностям PIA VPN относится снятие ограничений со стриминговых сервисов, таких как Netflix, Amazon Prime Video и Disney+.
В ноябре 2021 года сервис PIA также получил положительный отзыв от Tom’s Guide, где говорилось о функции экстренного отключения от Интернета, совместимости с торрентами и политике «запрета ведения журналов». Tom's Guide обнаружил, что скорость PIA является средней среди VPN-сервисов, и заявил, что независимый аудит повысит доверие к сервису.
В ходе теста в декабре 2021 года PCMag определил, что PIA снизил «скорость загрузки и загрузки всего на 10,9% и 19,4% соответственно», что стало наименьшим снижением скорости среди протестированных изданием VPN на тот момент. PCMag высоко оценил выбор серверов PIA, лимит подключений (10 устройств) и приложение, но отметил, что сервис ещё не проходил сторонний аудит.
В 2022 году сервис PIA пригласил Deloitte, одну из четырёх крупнейших аудиторских фирм, чтобы проверить свою политику отсутствия журналов и сеть VPN-серверов. По итогам аудита подразделение «Делойт» в Румынии (Deloitte Audit Romania) объявило, что по состоянию на 30 июня 2022 года конфигурации серверов соответствуют внутренним политикам конфиденциальности и не предназначены для идентификации пользователей или точного определения их активности.